# Social integration
För andra betydelser, se integration.
Social integration eller integrering betecknar inom samhällsvetenskap, sociologi och politik, en förening av skilda enheter (individer, samhällen, folkgrupper, kulturer, nationer) in i en större helhet, eller samhörighet mellan medlemmar i ett samhälle eller en grupp. Ordet betecknar processen att förena eller resultatet av en förening av individer eller grupper. Det finns flera olika aspekter av integration: inkludering i personliga sociala nätverk, etablering på arbetsmarknaden, deltagande i det offentliga (politiska) livet, språklig kompetens, kulturell acceptans, moralanpassning samt skapande av en gemensam identitet. Integration kan ske frivilligt eller motvilligt, och kan påverkas av yttre påtryckningar eller tvång.
Vid immigration involverar integration bland annat den process där invandrare erhåller medborgarskap och etablerar sig i det nya samhället genom bland annat utbildning och arbete. Integrationspolitik syftar till att underlätta denna process. Integration står i motsats till socialt utanförskap, diskriminering och ibland även segregation, det vill säga åtskiljande av befolkningsgrupper i parallellsamhällen. Integration står också i kontrast till assimilering, som är en process mot fullständig anpassning av en individ eller etnisk grupp till majoritetsbefolkningens kultur. Ett samhälle bestående av befolkningsgrupper som kan vara integrerade men ändå bevarar vissa sedvänjor och kulturell särart kallas ibland mångkulturellt. Invandrade etniska grupper som inte assimilerats efter ett stort antal generationer har i vissa länder fått status som minoritetsfolk, med krav på viss autonomi, egna skolor, och så vidare.

## Utbildningsnivåer och integration i Danmark
Integration kan försvåras av flyktingars bristande utbildning, enligt en rapport av den danska forskaren Marie Louise Schultz-Nielsen år 2016 har sex av tio flyktingar endast någon form av grundskoleutbildning. Detta försvårar deras position på den danska arbetsmarknaden, vars jobberbjudanden ofta kräver utbildning. Man ser också att flyktingar med högre utbildningsnivå ofta har lättare att lära sig danska. Enligt arbetsgivarorganisationen Dansk Erhvervs ordförande Stine Pilegaard är endast fyra av tio flyktingar i arbete efter tio års vistelse i landet. Enligt Danmarks statistik från 2009-2013 presterade elever med bakgrund i Vietnam (högst), Danmark, Sri Lanka, Iran och Bosnien och Hercegovina bäst. Elever med bakgrund ifrån Marocko, Somalia, Turkiet och Libanon (lägst) presterade i botten. För alla grupper presterade flickor bättre än pojkar.

## Tyskland
Första halvåret 2017 deltog 43 000 i en integrationskurs för analfabeter som drevs av Bundesamt für Migration und Flüchtlinge(de) (BAMF). Enligt BAMF klarade 17% en språknivå på B1 för tyska, vilket är lägstanivån för att kunna deltaga i arbetsträning i Tyskland. De lägsta språkfärdigheterna observerades bland flyktingar från Eritrea och Irak.

## Motstånd
Motstånd mot integration kan vara religiöst betingat, som t.ex. salafistiska imamer som motarbetar muslimska invandrares integration i Belgien.
I Sverige säger sig Sverigedemokraterna vara emot integration av invandrare. Partiet vill istället att de invandrare som bor kvar i Sverige antingen frivilligt återvandrar eller assimilerar sig (anpassar sig till svensk kultur).